# 內韋德峽灣國家公園
內韋德峽灣國家公園（挪威語：Indre Wijdefjorden nasjonalpark）坐落於挪威斯瓦巴群島斯匹茲卑爾根島北部陡峭的峽灣中，涵蓋該群島最長的峽灣－韋德峽灣的內部區域。此國家公園成立於2005年9月9日，總占地1,127平方（435平方英里），其中陸地和海洋的面積分別為745平方（288平方英里）和382平方（147平方英里）。
韋德峽灣的兩岸覆蓋乾草原植被，主要由草和極其乾燥的鹽基土壤組成，另有部分區域以暴露的礦物土為主。峽灣周圍的植物群較為獨特，並未分布於斯瓦巴群島的其他區域，其中包括斯瓦巴鹽沼草、大花龍膽草和單株嵩草等。另外，雖然奧斯特峽灣（韋德峽灣的一部分）岬角上建有供捕獵者使用的小屋，但整體而言，韋德峽灣在斯瓦巴群島較大的峽灣中受到人類影響仍屬最小。

## 地理

國家公園地圖

內韋德峽灣國家公園總面積為1,127平方（435平方英里），其中涵蓋745平方（288平方英里）的陸地和382平方（147平方英里）的海洋，為斯瓦巴群島面積最小的國家公園。國家公園位於斯匹茲卑爾根島韋德峽灣（直譯為寬闊的峽灣）內兩側陡峭的峽灣中。韋德峽灣總長108（67英里），是斯瓦巴群島最長的峽灣，位於斯匹茲卑爾根島北部，地處安德列地（西側）、新弗里斯蘭半島（東側）和狄克孫地（南側）之間。峽灣內部被一分為二，東側為32（20英里）長的奧斯特峽灣（直譯為東峽灣），其餘部分則被稱為維斯特峽灣（直譯為西峽灣）。奧斯特峽灣的盡頭則是米塔-列夫勒冰河。
峽灣內部是斯瓦巴群島中降水量最少的區域，外加兩岸遍布裸露的鹽基土壤，形成歐洲唯一的高北極草原，其他唯一具有該類型景觀的地區為加拿大北極群島北部。峽灣兩岸的岩床各有不同，西側為泥盆紀的沉積物，東側則是基岩，這也導致兩岸覆蓋的植被不同。韋德峽灣具有寬闊的峽灣口（並因此而得名），其中有一處50（160英尺）深、名為Elvetangen的淺水段使得峽灣的內部循環減緩，另還有一處250（820英尺）深的冷水盆地。
國家公園的7月均溫範圍約自4至6 °C（39至43 °F），1月均溫則常介於−12和−16 °C（10和3 °F）之間。極地氣候使當地出現厚度達100（330英尺）的永久凍土，而北大西洋暖流於冬季調節了斯瓦巴群島的氣溫，導致其冬溫較相近緯度的俄羅斯和加拿大高20 °C（36 °F），從而使周圍水域全年皆可保持通航和開放。島上山脈的遮蔽也使內陸峽灣的溫差較海岸小。

## 歷史
韋德峽灣的周圍地區最初為俄羅斯人所利用，後來由挪威獵人取代。位在Krosspynten岬角的小屋建於1910年，在Purpurdalen谷的小屋也在兩年後建成。獵人認為該區域有大量的狐狸且幾乎沒有北極熊出沒，還可捕捉歐絨鴨補充體力。在1928年捕獵季，捕獲約50隻北極狐。1932年，原生於國家公園內的特殊植物受到保護。自1980年代起，捕獵活動再次興起，因此斯瓦巴總督於奧斯特峽灣的岬角上建有小屋，於捕獵季開放租用。在斯瓦巴群島較大的峽灣中，韋德峽灣受到人類活動的影響最小。
最初國家公園的建立與當地的採礦業發生衝突。斯瓦巴礦業公司（Svalbard Minerals）於國家公園的邊界發現重晶石，同時俄羅斯的單一制企業北極煤礦也在國家公園以南擁有兩處礦區。最終，內韋德峽灣國家公園於2005年9月9日正式成立，並完成一個長達數年的保護計畫，使斯瓦巴群島的保護區面積自55％提高至65％，而該計畫亦曾促成諾登雪地國家公園、薩森－邦索地國家公園和北伊斯峽灣國家公園的建立。

## 管理
內韋德峽灣國家公園的建立和保護依據為《斯瓦巴環境保護法》，該法的目的是為達成《斯瓦巴條約》中對該群島環境保護的要求。維護國家公園的總體責任由挪威氣候和環境部負責，該機構並將此業務下放挪威自然管理局和斯瓦巴總督，由後者執行所有的實際上的日常管理，包括檢查和登記。文化遺產的相關事項由總督向挪威文化遺產局報告；與汙染有關的事宜則交由挪威氣候與污染控制局。此外，挪威極地研究所負責環境的監測、測繪和研究，但未擁有管理權。
傳統上，採礦業在斯瓦巴群島的保護區相較挪威本土擁有更多的經營權，採礦活動在挪威本土的保護區內被完全禁止。內韋德峽灣國家公園則嚴格規定禁止在園內興建建築物和設施、架設電纜、鋪設道路、進行土方工程、排水、鑽孔、爆破和石油、天然氣、礦物探勘。當局的目的是為使斯瓦巴群島成為全球管理最佳的原野之一。同時，斯瓦巴群島（包括內韋德峽灣國家公園）已被挪威政府列入該國世界遺產的預備名單。

## 自然資源
覆蓋韋德峽灣兩岸的植被類型為高北極草原，是由於當地極少的降水量、地表含有鹽沉積的基性土壤和大片暴露的礦物土等因素而形成。峽灣周圍覆蓋的獨特植被並未生長在斯瓦巴群島的其他地區，和生長於鳥崖上的植物類似，其是當地獨有的植物群。其中包括出現國家公園標誌內的Stepperøykvein（斯瓦巴群島是歐洲唯一已知存有該物種的地點）、斯瓦巴鹽沼草、大花龍膽草和單株嵩草等。國家公園內也有許多粉腳雁的繁殖地，亦也可找到包括岩雷鳥、北極熊、斯瓦巴馴鹿和北極狐等動物的蹤跡。
國家公園內的動植物受到寒冷氣候和極端日照時間影響，在持續數月的極夜（永夜）中暫停活動；而夏季時，持續數月的極晝（永晝）則有助於加速自然過程。該地區的自然界容易受到全球暖化影響，模型顯示，冬季溫度的上升幅度將超過夏季，導致降水變多。而由於當地植被僅需少量的水分和大量的風，前述的變遷可能造成重大的改變。

## 觀光
國家公園可自北方的韋德峽灣口乘船，或自南方的比勒峽灣和狄克孫峽灣經陸路進入。冬季時則可藉由雪上摩托車或以滑雪的方式自隆雅市前往國家公園。園內有若干間舊式的捕獵者小屋，部分會租借予隆雅市民使用。除了有北極熊出沒的愛因斯坦湖外，國家公園內的景點較少，但其仍被作為前往其他包括斯瓦巴第二高峰佩里耶峰和阿斯嘉特芳娜冰河等景點的起點。因國家公園的地形限制，無法提供遊客良好的徒步旅行，其僅能行走於峽灣兩側的沿岸。另外，自米塔-列夫勒冰河可觀賞國家公園的全貌，遊客可自皮拉米登徒步前往。
漫遊自由在挪威文化和法律中舉足輕重，該概念也存在於斯瓦巴群島。但是島上對漫遊自由的權利設有更多限制，露營必須遠離任何文化遺產至少100（330英尺），同時帳篷須盡可能搭建在無植被覆蓋的土地，而在同一處搭建帳篷超過一週需得到總督的許可。此外，峽灣沿岸有大量來自西伯利亞的漂流木可用於營火，可設置營火的地點限制與帳篷同一位置。
內韋德峽灣國家公園大致同挪威所有的國家公園一樣，禁止在園內使用機動陸路交通工具，斯瓦巴群島則例外允許雪上摩托車，但政府有權暫時停止國家公園內的所有旅遊活動和雪上摩托車的使用。另外，園內也同時禁止騎乘自行車和透過直升機和飛機進行觀光。而北極熊雖受到保護，但島上的居民一旦離開村落皆必須攜帶步槍，以便在遭逢前者攻擊時作為最後自衛的手段。園內的大多數的動植物皆受到保護（有部分例外），以漫遊自由為基礎的採集權並不適用於國家公園內，惟在獲得政府核准後可進行打獵活動，當地居民擁有較遊客更寬鬆的狩獵權。同時，峽灣原則上不允許捕魚，但與打獵一樣有機會獲得豁免。
所有前往斯瓦巴群島的遊客皆必須繳納150挪威克朗的旅遊稅，該收入完全用於保育。前往斯瓦巴群島的所有船票和機票已附加旅遊稅，當地居民則可獲得退稅。而所有於村落以外地區活動的人士，都必須向政府報備，並簽署一份特別保單，用於支付政府在必要時刻的搜索和救援費用。

### 來源
1. ↑  . Norwegian Directorate for Nature Management.   [2012-03-04]. （原始内容存档于2012-03-04） （挪威语）.
2. ↑  . Norwegian Polar Institute（英语：Norwegian Polar Institute）.   [2012-03-04]. （原始内容存档于2012-03-04） （英语）.
3. ↑  . Norwegian Polar Institute.   [2012-03-04]. （原始内容存档于2012-03-04） （英语）.
4. ↑  . Norwegian Polar Institute.   [2012-03-04]. （原始内容存档于2012-03-04） （英语）.
5. ↑  . Norwegian Polar Institute.   [2012-03-04]. （原始内容存档于2012-03-04） （英语）.
6. 1 2 3  Aasheim 2008，第129頁.
7. 1 2 3 4  Aasheim 2008，第130頁.
8. ↑  . Norwegian Meteorological Institute（英语：Norwegian Meteorological Institute）.   [2012-03-04]. （原始内容存档于2012-03-04） （挪威语）.
9. ↑  Aasheim 2008，第19頁.
10. ↑  Torkildsen, Torbjørn 1984，第98–99頁.
11. ↑  . Norwegian Directorate for Nature Management.   [2012-03-04]. （原始内容存档于2012-03-04） （挪威语）.
12. ↑  Rapp, Ole Magnus. . Aftenposten. 2005-05-23  [2012-03-04]. （原始内容存档于2012-03-04） （挪威语）.
13. ↑  Hareide, Knut Arild. . Government.no（英语：Government.no）. 2005-09-09  [2012-03-04]. （原始内容存档于2012-03-04） （挪威语）.
14. ↑  . Norwegian Directorate for Nature Management: 34.   [2012-03-04]. （原始内容存档于2012-03-04） （挪威语）.
15. ↑  Aasheim 2008，第53頁.
16. ↑  Aasheim 2008，第57頁.
17. ↑  . UNESCO.   [2012-03-04]. （原始内容存档于2012-03-04）.
18. ↑  . Norwegian Directorate for Nature Management.   [2012-03-04]. （原始内容存档于2012-03-04） （挪威语）.
19. ↑  . Norwegian Directorate for Nature Management.   [2012-03-04]. （原始内容存档于2012-03-04） （挪威语）.
20. ↑  Aasheim 2008，第40頁.
21. 1 2  Aasheim 2008，第27頁.
22. ↑  Aasheim 2008，第131頁.
23. ↑  Aasheim 2008，第132頁.
24. ↑  Aasheim 2008，第75頁.
25. 1 2  Aasheim 2008，第81頁.
26. ↑  Aasheim 2008，第82頁.
27. ↑  Aasheim 2008，第47頁.
28. ↑  Aasheim 2008，第77頁.
29. ↑  Aasheim 2008，第83頁.
30. ↑  Aasheim 2008，第84頁.
31. ↑  Aasheim 2008，第56頁.
32. ↑  Aasheim 2008，第80頁.

### 書籍
- Aasheim, Stein P. . Oslo: Gyldendal. 2008. ISBN 978-82-05-37128-6 （挪威语）.
- Torkildsen, Torbjørn;  et al. . Oslo: Forlaget Det Beste. 1984. ISBN 82-7010-167-2 （挪威语）.